# شبه‌جزیره باخا کالیفرنیا

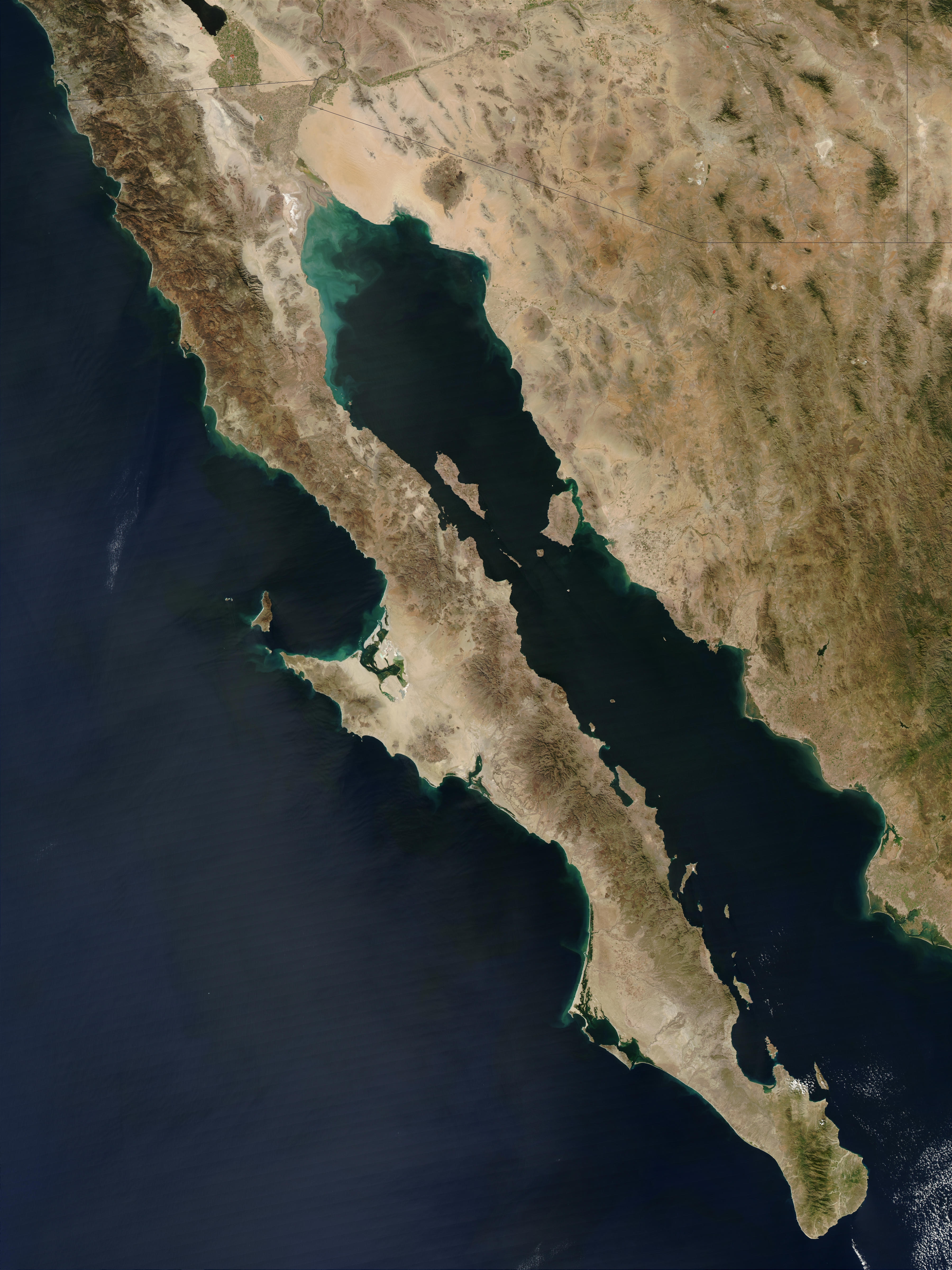
تصویر ماهواره‌ای از شبه‌جزیرهٔ باخا کالیفرنیا

شبه‌جزیرهٔ باخا کالیفرنیا (به اسپانیایی: Baja California peninsula) شبه‌جزیره‌ای در غرب کشور مکزیک است.
خلیج کالیفرنیا در شرق و اقیانوس آرام در غرب آن قرار دارد.
طول آن از شهر مخیکالی در شمال تا کابو سان لوکاس در جنوب ۱٬۲۵۰ کیلومتر است.
دو ایالت کشور مکزیک یعنی باخا کالیفرنیا و باخا کالیفرنیا سور در آن قرار دارند.
گستره اکولوژی شبه‌جزیره شامل جنگل‌های کاج-افرا در ارتفاعات، گونه‌های بیابانی نظیر صنوبر مدیترانه‌ای، و نیز گیاهان گرمسیری در نوک جنوبی است  .
منطقه به‌واسطه زیبایی‌های طبیعی، تماشای نهنگ خاکستری، ماهی‌گیری ورزشی و مسابقه آفرود «باجا ۱۰۰۰» مشهور است  .

## جغرافیا
نیم‌جزیره باخا کالیفرنیا در شمال‌غرب مکزیک واقع است و خلیج کالیفرنیا را از اقیانوس آرام جدا می‌کند. این شبه‌جزیره ۱۲۴۷ کیلومتر طول و عرضی بین ۴۰ تا ۳۲۰ کیلومتر دارد و حدود ۱۴۳٬۳۹۰ کیلومتر مربع مساحت و حدود ۳۰۰۰ کیلومتر خط ساحلی و ۶۵ جزیرهٔ نزدیک به آن را دربرمی‌گیرد .
نیم‌جزیره از شمال تا عرض ۲۸° شمالی به استان باخا کالیفرنیا و از آنجا به جنوب تا کامپوساتیلسان باخا کالیفرنیا سور تقسیم می‌شود. پایتخت‌های این دو به ترتیب مکزیکالی و لاپاز هستند.
رشته‌کوه‌هایی چون سیرا خوآرز، سیرا سن پدرو مارتیر و سیرا لا لاگونا در مرکز آن واقع شده‌اند، با ارتفاعاتی تا حدود ۲۰۹۰ متر .
این منطقه شامل چهار بخش اصلی بیابانی—بیابان سن فلیپه، بیابان کرانه مرکزی، بیابان ویزکائینو و جلگه مگدالنا—با اقلیمی عمدتاً گرم و خشک اما در شمال دارای اقلیم مدیترانه‌ای نیز هست.

## زمین‌شناسی
باخا کالیفرنیا زمانی بخشی از صفحه آمریکای شمالی بود. حدود ۱۲–۱۵ میلیون سال پیش، با فعالیت گسلی صفحه اقیانوس آرام از آن جدا شد و اکنون در صفحه اقیانوس آرام قرار دارد  .

## تاریخچه
اولین فرضیات اروپایی در قرن شانزدهم مبنی بر جزیره بودن آن بود؛ در ۱۵۳۹ فرانسیسکو د آویوا ثابت کرد که شبه‌جزیره است  .
در قرن هفدهم و هجدهم، نقشه‌های اشتباهی که آن را جزیره نشان می‌دادند، رواج یافتند، تا اینکه کشیش یوزئبیو کینو در حدود ۱۷۰۱ با ارائه نقشه اصلاح‌شده این تصور را پایان داد  .
اد بی‌نظمی‌های سیاسی از حکومتی اسپانیایی، عبور به امپراتوری مکزیک در ۱۸۲۱، و در ادامه، تشکیل قلمرو در ۱۸۲۴، و سپس استان یا ایالت شدن استان‌ها در قرن بیستم نمایش داده شد: باخا کالیفرنیا شمالی در ۱۹۵۲ و باخا کالیفرنیا سور در ۱۹۷۴ به ایالت تبدیل شدند .